# جودي كرشتون
جودي كرشتون (بالإنجليزية: Judy Crichton)‏ هي منتجة تلفزيونية أمريكية، ولدت في 25 نوفمبر 1929، وتوفيت في 14 أكتوبر 2007 بسبب ابيضاض الدم.